# رودي ديفيز
رودي ديفيز (بالإنجليزية: Rudi Davies)‏ هي ممثلة بريطانية، ولدت في 1967.

## أعمال

### مسلسلات
- غرينج هيل

## وصلات خارجية
- رودي ديفيز على موقع IMDb (الإنجليزية)
- رودي ديفيز على موقع قاعدة بيانات الفيلم (الإنجليزية)